# Liste der Kulturdenkmale in Roßleben-Wiehe
Die Liste der Kulturdenkmale in Roßleben-Wiehe umfasst die als Ensembles, Straßenzüge und Einzeldenkmale erfassten Kulturdenkmale in der thüringischen Landgemeinde Roßleben-Wiehe und ihrer Ortsteile.
Die Angaben in der Liste ersetzen nicht die rechtsverbindliche Auskunft der zuständigen Denkmalschutzbehörde.

## Legende
- Bild: zeigt ein Bild des Kulturdenkmals und gegebenenfalls einen Link zu weiteren Fotos des Kulturdenkmals im Medienarchiv Wikimedia Commons
- Bezeichnung: Name, Bezeichnung oder die Art des Kulturdenkmals
- Lage: Wenn vorhanden Straßenname und Hausnummer des Kulturdenkmals; Grundsortierung der Liste erfolgt nach dieser Adresse. Der Link Karte führt zu verschiedenen Kartendarstellungen und nennt die Koordinaten des Kulturdenkmals.
 Kartenansicht, um Koordinaten zu setzen – in dieser Kartenansicht sind Kulturdenkmale ohne Koordinaten mit einem roten bzw. orangen Marker dargestellt und können in der Karte gesetzt werden. Kulturdenkmale ohne Bild sind mit einem blauen bzw. roten Marker gekennzeichnet, Kulturdenkmale mit Bild mit einem grünen bzw. orangen Marker.
- Datierung: gibt das Jahr der Fertigstellung beziehungsweise das Datum der Erstnennung oder den Zeitraum der Errichtung an
- Beschreibung: bauliche und geschichtliche Einzelheiten des Kulturdenkmals, vorzugsweise die Denkmaleigenschaften
- ID: Die ID identifiziert das Kulturdenkmal eindeutig. In Thüringen sind aktuell keine IDs veröffentlicht. In der ID-Spalte kann sich auch folgendes Icon  befinden, dies führt zu Angaben zu diesem Kulturdenkmal bei Wikidata.

## Kulturdenkmale nach Ortsteilen

### Bottendorf
| Bild                                    | Bezeichnung                       | Lage                        | Datierung | Beschreibung                                                     | ID           |
| --------------------------------------- | --------------------------------- | --------------------------- | --------- | ---------------------------------------------------------------- | ------------ |
| weitere Bilder Fotos hochladen          | Evangelische Kirche St. Mauritius | Schenkenplatz 8 (Karte)     |           | Kirche samt künstlerischer Ausstattung, Kirchhof und Einfriedung | 365.220.0098 |
| Fotos hochladen                         | Gehöft                            | Burggraben 5 (Karte)        |           |                                                                  | 365.220.0094 |
| BW                                      | Wohnhaus                          | Hauptstraße 4 (Karte)       |           |                                                                  | 365.220.0095 |
| BW                                      | Gehöft                            | Hauptstraße 9/10 (Karte)    |           |                                                                  | 365.220.0091 |
| Direkt Bild zu diesem Denkmal hochladen | Gehöft                            | Hauptstraße 12              |           | Flurstück 8-295/1                                                | 365.220.0090 |
| BW                                      | Bauernhof                         | Hauptstraße 14 (Karte)      |           |                                                                  | 365.220.0089 |
| BW                                      | Wohnhaus                          | Hauptstraße 16 (Karte)      |           | Wohnhaus mit Stallanlage                                         | 365.220.0092 |
| BW                                      | Gehöft                            | Kesselstraße 5 (Karte)      |           |                                                                  | 365.220.0088 |
| Fotos hochladen                         | Gemeindeverwaltung                | Schenkenplatz 1 (Karte)     |           |                                                                  | 365.220.0085 |
| BW                                      | Pfarrhof                          | Schenkenplatz 9 (Karte)     |           |                                                                  | 365.220.0097 |
| Fotos hochladen                         | Gasthof                           | Schenkenplatz 10 (Karte)    |           | Gasthof „Zur Weintraube“                                         | 365.220.0093 |
| BW                                      | Gutsanlage                        | Untere Dorfstraße 5 (Karte) |           | 2018 abgerissen                                                  | 365.220.0099 |
| BW                                      | Wohnhaus                          | Untere Dorfstraße 7 (Karte) |           | Wohnhaus, Scheune und Einfriedung                                | 365.220.0100 |

### Donndorf
| Bild                                    | Bezeichnung                            | Lage                               | Datierung | Beschreibung                                                                            | ID           |
| --------------------------------------- | -------------------------------------- | ---------------------------------- | --------- | --------------------------------------------------------------------------------------- | ------------ |
| weitere Bilder Fotos hochladen          | Evangelische Kirche St. Peter und Paul | Bottendorfer Straße (Karte)        |           | Kirche samt künstlerischer Ausstattung, Kirchhof und Einfriedung                        | 365.220.0105 |
| Direkt Bild zu diesem Denkmal hochladen | ehemalige Klosterkirche                | Reinsdorfer Straße                 |           | Ruine der ehemaligen Klosterkirche, Flustück 2-165/1                                    | 365.220.0102 |
| BW                                      | Schule                                 | Bahnhofstraße 6 (Karte)            |           |                                                                                         | 365.220.0106 |
| BW                                      | Wohnhaus                               | Bahnhofstraße 18 (Karte)           |           |                                                                                         | 365.220.0107 |
| Fotos hochladen                         | Wohnhaus mit Scheune                   | Donndorf, Bahnhofstraße 24 (Karte) | 1769      | Das älteste Haus in der Bahnhofstraße. Denkmalgerecht saniert 2009. Gepflegt bis heute. | 365.220.0108 |
| BW                                      | Wohnhaus                               | Bahnhofstraße 38 (Karte)           |           |                                                                                         | 365.220.0109 |
| BW                                      | Bahnhofsgebäude                        | Bahnhofstraße 46 (Karte)           |           |                                                                                         | 365.220.0111 |
| BW                                      | Pfarrhaus                              | Pfarrgasse 13 (Karte)              |           |                                                                                         | 365.220.0103 |
| Direkt Bild zu diesem Denkmal hochladen | Wohnhaus                               | Dorfstraße 13                      |           | Wohnhaus, Flurstück 8 – 386 / 1                                                         | 365.220.0101 |
| BW                                      | Wohnhaus                               | Kölledaer Straße 1 (Karte)         |           | Wohnhaus                                                                                | 365.220.0114 |
| BW                                      | Steinkreuz                             | Wiehesche Straße 1 (Karte)         |           |                                                                                         | 365.220.0104 |

### Garnbach
| Bild                                    | Bezeichnung                     | Lage                  | Datierung | Beschreibung                                                                              | ID           |
| --------------------------------------- | ------------------------------- | --------------------- | --------- | ----------------------------------------------------------------------------------------- | ------------ |
| weitere Bilder Fotos hochladen          | Evangelische Kirche St. Nikolai | Im Leintal (Karte)    |           | ehemalige Dorfstraße, Kirche samt künstlerischer Ausstattung                              | 365.220.1697 |
| Direkt Bild zu diesem Denkmal hochladen | Pumpenhäuser                    | Hainborn              |           | Zwei Pumpenhäuser, nördlich des Ortes Garnbach, linkes Bachufer, Flurstück 7-79/1, 861/78 | 365.220.1700 |
| BW                                      | Ehemalige Dorfschule            | Im Laintal 8 (Karte)  |           | ehem. Dorfstraße,                                                                         | 365.220.1698 |
| BW                                      | Hausbackofen                    | Im Laintal 29 (Karte) |           | ehem. Dorfstraße                                                                          | 365.220.1699 |

### Kloster Donndorf
| Bild                                    | Bezeichnung                        | Lage                          | Datierung | Beschreibung | ID           |
| --------------------------------------- | ---------------------------------- | ----------------------------- | --------- | --- | ------------ |
| weitere Bilder Fotos hochladen          | Denkmalensemble „Kloster Donndorf“ | Kloster 3, 5, 12 (Karte)      | 1308      | gesamte Klosteranlage samt ehem. Klosterschänke, Jägerhaus, Klosterbrunnen, Umfassungsmauer Klosterpforte und Hofeinfahrt | 365.220.0122 |
| weitere Bilder Fotos hochladen          | Kirche St. Laurentius              | Kloster (Karte)               |           | Kirche samt Ausstattung, auch Bestandteil des Denkmalensembles „Kloster Donndorf“                                         | 365.220.0124 |
| Direkt Bild zu diesem Denkmal hochladen | Familiengruft „von Werther“        | Klosterfriedhof               |           | Familiengruft derer von Werther, auch Bestandteil des Denkmalensembles „Kloster Donndorf“, Flurstück 6-236/4              | 365.220.0125 |
| BW                                      | Wohnhaus                           | Kloster 1 (Karte)             |           | auch Bestandteil des Denkmalensembles „Kloster Donndorf“, Flurstück 6-237/20                                              | 365.220.0115 |
| BW                                      | Klausurgebäude und Klostergarten   | Kloster 5 (Karte)             |           | ehemaliges Klausurgebäude und Klostergarten, auch Bestandteil des Denkmalensembles „Kloster Donndorf“, Flurstück 6-238/80 | 365.220.0117 |
| BW                                      | ehemaliges Herrenhaus              | Kloster 6 (Karte)             |           | auch Bestandteil des Denkmalensembles „Kloster Donndorf“, Flurstück 6-238/29                                              | 365.220.0118 |
| Direkt Bild zu diesem Denkmal hochladen | Wohnhaus                           | Kloster                       |           | auch Bestandteil des Denkmalensembles „Kloster Donndorf“, Flurstück 6-238/29                                              | 365.220.0119 |
| BW                                      | ehem. Schäferwohnhaus              | Kloster 13 (Karte)            |           | auch Bestandteil des Denkmalensembles „Kloster Donndorf“, Flurstück 6-241/14                                              | 365.220.0123 |
| Fotos hochladen                         | Umfassungsmauer Klosterpforte      | Kloster, Flurstück 6-237/30   |           | kein Einzeldenkmal, nur Bestandteil des Denkmalensembles „Kloster Donndorf“, Flurstück 6-237/20                           | 365.220.0132 |
| Fotos hochladen                         | Hofeinfahrt                        | Kloster, Flurstück 6-237/19   |           | kein Einzeldenkmal, nur Bestandteil des Denkmalensembles „Kloster Donndorf“, Flurstück 6-237/20                           | 365.220.0139 |
| Fotos hochladen                         | Klosterbrunnen                     | Kloster 5, Flurstück 6-238/80 |           | kein Einzeldenkmal, nur Bestandteil des Denkmalensembles „Kloster Donndorf“, Flurstück 6-237/20                           | 365.220.0113 |

### Langenroda
| Bild                                    | Bezeichnung                   | Lage                           | Datierung | Beschreibung                           | ID           |
| --------------------------------------- | ----------------------------- | ------------------------------ | --------- | -------------------------------------- | ------------ |
| weitere Bilder Fotos hochladen          | Evangelische Kirche St. Georg | Dorfstraße 33 (Karte)          |           | ehemalige Hauptstraße 33               | 365.220.1695 |
| weitere Bilder Fotos hochladen          | Bockwindmühle                 | Windmühle 1 (Karte)            |           |                                        | 365.220.1694 |
| BW                                      | Wohnhaus                      | Dorfstraße 56 (Karte)          |           | Wohnhaus, Flurstück 3-117              | 365.220.1696 |
| BW                                      | Neues Gutshaus                | Stiftsgut Hechendorf 7 (Karte) |           | Flurstück 14-25/3                      | 365.220.1178 |
| Direkt Bild zu diesem Denkmal hochladen | Altes Gutshaus                | Stiftsgut Hechendorf 10        |           | ehemalige Försterei, Flustück 14-33/1  | 365.220.1179 |
| Direkt Bild zu diesem Denkmal hochladen | Gedenkstein                   | südöstlich von Gut Hechendorf  |           | Obelisk L. v. Ranke R, Ranke-Wanderweg | 365.220.1701 |

### Nausitz
| Bild                           | Bezeichnung                      | Lage                  | Datierung | Beschreibung                                               | ID           |
| ------------------------------ | -------------------------------- | --------------------- | --------- | ---------------------------------------------------------- | ------------ |
| weitere Bilder Fotos hochladen | Evangelische Kirche St. Johannes | Dorfstraße (Karte)    |           | Kirche St. Johannes, Ausstattung, Kirchhof und Einfriedung | 365.220.0195 |
| Fotos hochladen                | ehemaliges Gutshaus              | Dorfstraße 36 (Karte) |           |                                                            | 365.220.0194 |

### Roßleben
| Bild                           | Bezeichnung                              | Lage                                                             | Datierung | Beschreibung                                                     | ID           |
| ------------------------------ | ---------------------------------------- | ---------------------------------------------------------------- | --------- | ---------------------------------------------------------------- | ------------ |
| weitere Bilder Fotos hochladen | Denkmalensemble „Klosterschule Roßleben“ | Klosterschule, Bottendorfer Straße, Von-Witzleben-Straße (Karte) | 1554      | Gesamtanlage Klosterschule                                       | 365.220.0937 |
| Fotos hochladen                | Kalischacht                              | Haldenstraße 1 (Karte)                                           |           | Verwaltungsgebäude                                               | 365.220.0903 |
| BW                             | Wohnhaus und Scheune                     | Ernst-Thälmann-Straße 7 (Karte)                                  |           | Flurstück 4-45                                                   | 365.220.0912 |
| BW                             | Wachgebäude                              | Ernst-Thälmann-Straße 13 (Karte)                                 |           |                                                                  | 365.220.0906 |
| weitere Bilder Fotos hochladen | Evangelische Kirche St. Andreas          | Kirchplatz (Karte)                                               |           | Kirche samt künstlerischer Ausstattung, Kirchhof und Einfriedung | 365.220.0910 |
| BW                             | Ackerbürgerhof                           | Kirchstraße 1 (Karte)                                            |           | Wohnhaus und Nebengebäude                                        | 365.220.0904 |
| BW                             | Wohnhaus                                 | Mühlstraße 6 (Karte)                                             |           | Wohnhaus, Flurstück 4 – 21 / 44                                  | 365.220.0908 |
| BW                             | Pfarrhof                                 | Mühlstraße 8 (Karte)                                             |           | Pfarrhof mit Einfriedung                                         | 365.220.0905 |
| BW                             | Wohnhaus                                 | Schulstraße 1 (Karte)                                            |           | Wohnhaus                                                         | 365.220.0907 |
| BW                             | Hofanlage                                | Wiehesche Straße 8 (Karte)                                       |           | Wohnhaus                                                         | 365.220.0911 |
| BW                             | Wohnhaus                                 | Wörlstraße 3 (Karte)                                             |           | Wohnhaus und Nebengebäude                                        | 365.220.0909 |

### Schönewerda
| Bild                           | Bezeichnung                      | Lage                        | Datierung | Beschreibung                                                     | ID           |
| ------------------------------ | -------------------------------- | --------------------------- | --------- | ---------------------------------------------------------------- | ------------ |
| weitere Bilder Fotos hochladen | Evangelische Kirche St. Johannes | Kirchplatz (Karte)          |           | Kirche samt künstlerischer Ausstattung, Kirchhof und Einfriedung | 365.220.0310 |
| BW                             | Brücke                           | Karl-Marx-Straße (Karte)    |           | Straßenbrücke, Flurstück 1 – 202 / 5, 202 / 4                    | 365.220.0305 |
| Fotos hochladen                | Wohnhaus                         | Karl-Marx-Straße 36 (Karte) |           | Wohnhaus                                                         | 365.220.0307 |
| Fotos hochladen                | Gutshof derer von Witzleben      | Kirchplatz 1–2 (Karte)      |           | bestehend aus Kirchplatz 1, 1a, 1b, 2, Gemeindeverwaltung        | 365.220.0308 |
| Fotos hochladen                | Pfarrhaus                        | Kirchplatz 3 (Karte)        |           |                                                                  | 365.220.0309 |

### Wiehe
| Bild                                    | Bezeichnung                            | Lage                                 | Datierung | Beschreibung                                                                                           | ID           |
| --------------------------------------- | -------------------------------------- | ------------------------------------ | --------- | --- | ------------ |
| Direkt Bild zu diesem Denkmal hochladen | Denkmalensemble „Historische Altstadt“ | Innenstadt                           |           | Denkmalensemble „Historische Altstadt“ bestehend aus 11 Teilobjekten inklusive Stadtmauerumfassung     | 365.220.2134 |
| Direkt Bild zu diesem Denkmal hochladen | Denkmalensemble „An der Stadtmauer“    | An der Stadtmauer 11–21              |           | Teilobjekt des Denkmalensemble „Historische Altstadt“, Flurstück 6-15/136                              |              |
| Direkt Bild zu diesem Denkmal hochladen | Denkmalensemble „Brunnenstraße“        | Brunnenstraße 2–8                    |           | Teilobjekt des Denkmalensemble „Historische Altstadt“, Flurstück 5-316                                 |              |
| Direkt Bild zu diesem Denkmal hochladen | Denkmalensemble „Buttstädter Straße“   | Buttstädter Straße 17–18             |           | Teilobjekt des Denkmalensemble „Historische Altstadt“, Flurstücke 4-80/6, 80/6, 271/79                 |              |
| Direkt Bild zu diesem Denkmal hochladen | Denkmalensemble „Dr.-Madelung-Straße“  | Dr.-Madelung-Straße 1                |           | Teilobjekt des Denkmalensemble „Historische Altstadt“, Flurstück 5-302/124                             | 365.220.2175 |
| Direkt Bild zu diesem Denkmal hochladen | Denkmalensemble „Gartenstraße“         | Gartenstraße 2–10                    |           | Teilobjekt des Denkmalensemble „Historische Altstadt“, Flurstück 5-302                                 |              |
| BW                                      | Denkmalensemble „Kirchstraße“          | Kirchstraße 1–2 (Karte)              |           | Teilobjekt des Denkmalensemble „Historische Altstadt“, Flurstück 6-15                                  |              |
| BW                                      | „Leopold-von-Ranke-Straße“             | Leopold-von-Ranke-Str. 20–78 (Karte) |           | Teilobjekt des Denkmalensemble „Historische Altstadt“                                                  |              |
| BW                                      | Denkmalensemble „Markt“                | Markt 1–11 (Karte)                   |           | Teilobjekt des Denkmalensemble „Historische Altstadt“, Flurstück 6-15                                  |              |
| BW                                      | Denkmalensemble „Rathausplatz“         | Rathausplatz 3–5 (Karte)             |           | Gemeindeverwaltung, Teilobjekt des Denkmalensemble „Historische Altstadt“, Flurstück 4-79/59,61 und 63 |              |
| BW                                      | Denkmalensemble „Roßlebener Straße“    | Roßlebener Straße 2 (Karte)          |           | Teilobjekt des Denkmalensemble „Historische Altstadt“, Flurstück 5-302/167                             | 365.220.2210 |
| Fotos hochladen                         | Denkmalensemble „Schulstraße“          | Schulstraße 1–4 (Karte)              |           | Teilobjekt des Denkmalensemble „Historische Altstadt“                                                  |              |
| weitere Bilder Fotos hochladen          | Schlossanlage                          | Buttstädter Straße 8–10 (Karte)      |           | Schloss, Park, Teich und Brunnen                                                                       | 365.220.1682 |
| Fotos hochladen                         | Turm                                   | Buttstädter Straße 12 (Karte)        |           | Turm mit Burgbefestigung, Flurstück 4-79/7                                                             | 365.220.1683 |
| BW                                      | Ackerbürgerhof                         | Buttstädter Straße 14 (Karte)        |           | | 365.220.1684 |
| BW                                      | Ackerbürgerhof                         | Buttstädter Straße 16 (Karte)        |           | auch Bestandteil des Denkmalensembles „Buttstädter Straße“                                             | 365.220.1685 |
| BW                                      | Haustafel                              | Buttstädter Straße 19 (Karte)        |           | auch Bestandteil des Denkmalensembles „Buttstädter Straße“                                             | 365.220.1686 |
| weitere Bilder Fotos hochladen          | Friedhofskirche St. Ursula             | Leopold-von-Ranke-Straße 2 (Karte)   |           | Kirche samt Friedhof                                                                                   | 365.220.1687 |
| BW                                      | ehemalige Tierklinik                   | Leopold-von-Ranke-Straße 14 (Karte)  |           | | 365.220.1688 |
| weitere Bilder Fotos hochladen          | Rathaus                                | Rathausplatz 3 (Karte)               |           | auch Bestandteil des Denkmalensembles „Leopold-von-Ranke-Straße“                                       | 365.220.1689 |
| weitere Bilder Fotos hochladen          | Denkmal                                | Leopold-von-Ranke-Straße (Karte)     |           | Denkmal für „Leopold von Ranke“, Flurstück 4-85                                                        | 365.220.1691 |
| BW                                      | Gedenktafel                            | Leopold-von-Ranke-Straße 46 (Karte)  |           | Gedenktafel für „Leopold von Ranke“                                                                    | 365.220.1690 |
| BW                                      | Wohn- und Geschäftshaus                | Markt 3 (Karte)                      |           | Haus etwas zurückgesetzt, nicht direkt an der Straße                                                   | 365.220.1692 |
| weitere Bilder Fotos hochladen          | Stadtkirche St. Bartholomäus           | Markt (Karte)                        |           | | 365.220.1693 |
| BW                                      | Wohnhaus                               | Querfurter Straße 2 (Karte)          |           | Wohnhaus, Flurstück ?                                                                                  |              |

## Ehemalige Kulturdenkmale

### Bottendorf
| Bild                                    | Bezeichnung | Lage       | Datierung | Beschreibung | ID           |
| --------------------------------------- | ----------- | ---------- | --------- | ------------ | ------------ |
| Direkt Bild zu diesem Denkmal hochladen | Mühle       | Reitbahn 5 |           |              | 365.220.0086 |

### Schönewerda
| Bild                                    | Bezeichnung | Lage                | Datierung | Beschreibung | ID           |
| --------------------------------------- | ----------- | ------------------- | --------- | ------------ | ------------ |
| Direkt Bild zu diesem Denkmal hochladen | Wohnhaus    | Karl-Marx-Straße 3  |           |              | 365.220.0304 |
| Direkt Bild zu diesem Denkmal hochladen | Wohnhaus    | Karl-Marx-Straße 23 |           |              | 365.220.0306 |